# Пауковаць
Пауковаць (хорв. Paukovac) — населений пункт у Хорватії, у Сисацько-Мославинській жупанії у складі громади Двор.

## Населення
Населення за даними перепису 2011 року становило 67 осіб.
Динаміка чисельності населення поселення:

## Клімат
Середня річна температура становить 10,67 °C, середня максимальна – 25,41 °C, а середня мінімальна – -6,56 °C. Середня річна кількість опадів – 1060 мм.
| Клімат поселення                              | Клімат поселення | Клімат поселення | Клімат поселення | Клімат поселення | Клімат поселення | Клімат поселення | Клімат поселення | Клімат поселення | Клімат поселення | Клімат поселення | Клімат поселення | Клімат поселення | Клімат поселення |
| Показник                                      | Січ.             | Лют.             | Бер.             | Квіт.            | Трав.            | Черв.            | Лип.             | Серп.            | Вер.             | Жовт.            | Лист.            | Груд.            |                  |
| Середній максимум, °C                         | 7,16             | 9,22             | 13,64            | 17,67            | 22,21            | 25,41            | 24,78            | 24,18            | 20,55            | 15,50            | 9,91             | 5,72             |                  |
| Середня температура, °C                       | 0,30             | 2,37             | 6,79             | 10,81            | 15,35            | 18,55            | 20,32            | 19,70            | 16,09            | 11,03            | 5,45             | 1,26             |                  |
| Середній мінімум, °C                          | −6,56            | −4,5             | −0,08            | 3,96             | 8,50             | 11,70            | 15,84            | 15,24            | 11,64            | 6,58             | 0,99             | −3,2             |                  |
| Норма опадів, мм                              | 67               | 66               | 74               | 90               | 92               | 98               | 93               | 91               | 96               | 99               | 108              | 86               |                  |
| Середньомісячна швидкість вітру, м/с          | 1.56             | 1.73             | 2.11             | 2.04             | 1.88             | 1.70             | 1.67             | 1.53             | 1.51             | 1.58             | 1.63             | 1.65             |                  |
| Середньомісячна сонячна радіація, кДж/м²·день | 4313             | 7149             | 10869            | 15288            | 19455            | 21588            | 22809            | 19853            | 14647            | 9182             | 4860             | 3594             |                  |
| --------------------------------------------- | ---------------- | ---------------- | ---------------- | ---------------- | ---------------- | ---------------- | ---------------- | ---------------- | ---------------- | ---------------- | ---------------- | ---------------- | ---------------- |
| Джерело:                                      |                  |                  |                  |                  |                  |                  |                  |                  |                  |                  |                  |                  |                  |